# Sils im Domleschg
Sils im Domleschg é uma comuna da Suíça, no Cantão Grisões, com cerca de 867 habitantes. Estende-se por uma área de 9,32 km², de densidade populacional de 93 hab/km². Confina com as seguintes comunas: Fürstenau, Mutten, Rongellen, Scharans, Thusis, Vaz/Obervaz, Zillis-Reischen.
A língua oficial nesta comuna é o Alemão.